# 西田陸浮
西田 陸浮（にしだ りくう、2001年5月6日 - ）は、大阪府枚方市出身のプロ野球選手（内野手、外野手）。右投左打。MLBのシカゴ・ホワイトソックス傘下所属。

## 経歴
小学2年生から枚方リトルリーグに入り、楠葉西中時代は北大阪ボーイズでプレー。野球に本腰を入れたのは中学3年生のときからだという。
東北高等学校では3年夏の宮城県大会で決勝まで勝ち進んだが、仙台育英に敗れ甲子園大会出場を逃した。3人いる副主将の1人で、中軸を任されていた。
高校卒業後は野球のためではなく社長になるための勉強がしたいという理由で渡米し、マウントフッド・コミュニティ・カレッジへ留学した。2023年8月には野球留学や編入のサポート、少年野球教室といった事業を手掛ける「株式会社ワンハネ」を起業している。
2023年にオレゴン大学へ編入。63試合に出場して打率.312、5本塁打、37打点という成績だった。その後、同年のMLBドラフト11巡目（全体329位）でシカゴ・ホワイトソックスから指名された。MLBドラフトで日本人が指名されるのは2013年の加藤豪将以来5人目であった。7月18日に17万ドルで契約を結んだ。8月18日、R級のアリゾナコンプレックスリーグ・ホワイトソックスで二塁手としてプロデビュー。二塁手として出場したのは1試合のみで、同月20日からA級のカナポリス・キャノンボーラーズで外野手として出場している。
2024年はA級のカナポリスで90試合に出場して打率.290、1本塁打、36打点、35盗塁の成績を残し、7月30日にA+級のウィンストン・セーラム・ダッシュに昇格した。26試合で打率.337、10盗塁の成績を挙げ、9月3日にAA級のバーミングハム・バロンズに昇格した。バーミングハムでは11試合で打率.333、4盗塁の成績を挙げた。3チームで1番打者として出場を続け、合計49盗塁を記録した。